# Moirák

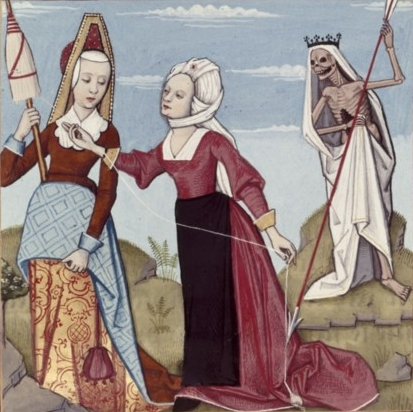
Robinet Testard: A moirák

A moirák a végzet irányítói, az emberi élet fonalát szövő, gombolyító illetve elvágó három istennő a görög mitológiában.
A mondaköltészet eltérően hol Zeusz, hol Nüx (az éjszaka) lányainak mondja őket. Ez utóbbi felfogás egyenes az istenek fölé rendeli a sors urait. Nevük a hagyomány szerint a következő: Klóthó (Fonó), Lakheszisz (Sorsjuttató), Atroposz (Kérlelhetetlen). E nevekből csak a modern képzelet alkotta meg a képet, hogy Klóthó fonja, Lakheszisz eregeti és Atroposz elvágja az élet fonalát; az antik ábrázolásokban csak az első fon, a másik kettő sorstáblát vagy mérleget tart a kezében.
A moirák római megfelelői a párkák.